# جيش التحرير الشعبي (لبنان)
جيش التحرير الشعبي كان الجناح العسكري للحزب التقدمي الاشتراكي الدرزي اليساري الذي حارب في الحرب الأهلية اللبنانية. يذكر أن الحزب الديمقراطي الشعبي وميليشياته كانوا أعضاء في الحركة الوطنية اللبنانية من عام 1975 إلى عام 1982.

## الشعار
تألفت الشارة الرسمية لجيش التحرير الشعبي من علم أحمر بقرص أبيض على المركز يضم قلما معتقلا ومعول مثبتا على بندقية اقتحام من طراز أيه كيه-47 في وسطها صعودا وكلها بالفضة وتدرج على أكليلا من التعميم الذهبي والتي تتكون من غصن من شجر السنديان و غصن من شجر الأرز.

## الأصول
على الرغم من أن جيش التحرير الشعبي كان رسميا حزبا سياسي علماني فإن جناحه العسكري لم يكن منظم تنظيم جيد فحسب بل كان أيضا أحد أكبر الميليشيات الطائفية في لبنان. تم تأسيسه بشكل غير رسمي من قبل رئيس الحزب كمال جنبلاط في ذروة الحرب الأهلية عام 1958 وقوامه ما بين 1000 و2000 من رجال الميليشيات الذين قاتلوا جنبا إلى جنب مع القوات المناهضة للحكومة الوحدوية العربية واليسارية ضد الجيش اللبناني والميليشيات المسيحية والإسلامية المحافظة في بيروت وقضاء الشوف.
بعد حله بعد انتهاء الحرب ترك جيش التحرير الشعبي دون فرع رسمي شبه عسكري حتى أوائل عام 1975 عندما قرر مجلس قيادة الحزب على الرغم من تردد كمال جنبلاط الأولي عن الانخراط في الميليشيات شبه العسكرية أن يرفع بهدوء قوة ميليشيا جديدة بمساعدة منظمة التحرير الفلسطينية (بشكل أساسي من حركة فتح والجبهة الشعبية لتحرير فلسطين والجبهة الديمقراطية لتحرير فلسطين) ردا على تكديس القوات المسيحية الخاصة. غير أن التقدم الأولي كان بطيئا لأن حزب الأمن الشعبي لم يكن قادرا إلا على جمع بضع مئات من رجال الميليشيات وبسبب السرية المحيطة بتشكيل ميليشياته فإنه كان يفتقر إلى لقب رسمي. في ظل قيادة كمال جنبلاط كان جيش التحرير الشعبي عنصرا رئيسيا في تحالف الحركة الوطنية اللبنانية الذي أيد الاعتراف بالهوية العربية اللبنانية وتعاطف مع الفلسطينيين. عندما اندلعت الحرب الأهلية اللبنانية في أبريل 1975 كان جيش التحرير الشعبي بوصفه عضوا في الحركة الوطنية اللبنانية مؤسسا نشطا في الجناح العسكري للحركة وهو القوات المشتركة.
في عام 1976 وفي أعقاب نداء مفتوح من قبل كمال جنبلاط يحث الشباب المسلمين اللبنانيين على الانضمام إلى ميليشيات حركة التحرير الوطنية تم توسيع الجناح العسكري لجيش التحرير الشعبي وإعادة تنظيمه التي أنشئت رسميا في 17 أغسطس من ذلك العام. بحلول أوائل عام 1977 قام جيش التحرير الشعبي بحشد 2500-3000 مقاتل مسلح خفيف من المجتمعات الدرزية والشيعية في الشوف. ومع ذلك فإن مصادر أخرى تضع أعدادها تصل إلى 5000.

## الهيكل العسكري والتنظيم
في الفترة من 1975 إلى 1977 كان جيش التحرير الشعبي قوة مشاة في الغالب نظم بشكل فضفاض في مجموعات أو كتائب مزودة بأسلحة خفيفة مستمدة من مخزون منظمة التحرير الفلسطينية أو سرقت من ثكنات الجيش اللبناني وقوات الأمن الداخلي. بعد معاناة الضحايا من الغزو الإسرائيلي للبنان في يونيو 1982 أعيد تنظيم جيش التحرير الشعبي بهدوء وتم توسيعه في وقت متأخر من ذلك العام من قبل وليد جنبلاط الذي حوله إلى قوة قتالية منضبطة مهيكلة على طول الخطوط التقليدية مع المغاوير المدرعة ووحدات مدفعية مزودة بالمركبات المدرعة السوفيتية الصنع والمدافع الميدانية وهاوتزر وراجمة صواريخ.
كانت ميليشيات جيش التحرير الشعبي التي تتخذ من مدينة بعقلين مقرا لها في الشوف متماشية مع 16000-17000 جندي تتألف من 5000 إلى 6000 رجل نظامي مدعوم من 12000 من جنود الاحتياط الذكور والإناث مدربين من قبل ضباط ليبيين وسوفييت بينما باقي الضباط الدروز تدربوا في مدرسة عسكرية في دباي. ثم توسع في وقت لاحق في أعقاب حرب الجبل مع إدراج عدد من الضباط الدروز وضباط الصف والجنود من اللواء الرابع للجيش اللبناني بعد تفككه في سبتمبر 1983. على الرغم من أن عضويته وهيكل قيادته كانا في الغالب من الدروز فإن جيش التحرير الشعبي شمل عددا من السنة والشيعة في صفوفهم معظم المجندين الدروز لا يزالون يأتون من الجبل وحتى عودة القوات البرية العربية السورية في عام 1987 من سنايه والبحيرات البحرية في غرب بيروت.

### الأسلحة والمعدات
بالإضافة إلى الدعم الفلسطيني والسوري أتاح انهيار القوات المسلحة اللبنانية وقوات الأمن الداخلي في يناير 1976 لجماعة الأمن العام / جيش التحرير الشعبي الاستيلاء على بعض الأسلحة والمركبات من الثكنات ومراكز الشرطة على الرغم من أنها تلقت مزيدا من المساعدة العسكرية من ليبيا والعراق وألمانيا الشرقية والاتحاد السوفيتي. تم شراء أسلحة إضافية ومركبات ومركبات ومعدات عسكرية غير مميتة في السوق السوداء الدولية.

#### الأسلحة الصغيرة
تم تزويد وحدات المشاة جيش التحرير الشعبي مع مجموعة متنوعة من الأسلحة الصغيرة وتشمل لي إنفيلد وبرتييه 1907/15 وإم16 ليبيل وماس-36 والبنادق اليدوية يو إس إم1917 وإم 1 (أو النسخة المنتجة الإيطالية بيريتا نموذج 1952) والبنادق نصف الآلية وكاربينات أمد-65 وهيكلر وكوش جي 3 وإف إن فال وبندقية إم 16 وأيه كيه-47 وأيه كيه أم (تشمل المتغيرات الأخرى لزاستافا أم 70 تايب 56 الصينية والرومانية إيم والبنادق الهجومية من طراز إم بي آي الألمانية الشرقية السابقة). تم استخدام المدافع الرشاشة والبنادق مثل مسدس رشاش PPSH-41 وبيريتا نموذج 12 وسوسيمي نوع 821 وريمنجتون نموذج 870 من قبل وحدات حارس شخصي جيش التحرير الشعبي. استخدمت عدة نماذج من المسدسات مثل مسدسات الأنف الخاصة كولت كوبرا.38 وتوكاريف ت-33 وتش 75 وفن بي35 وماب با-15.

#### المركبات المدرعة والنقل
قام جيش التحرير الشعبي عام 1977 بإرسال سلاح ميكانيكي صغير من طراز بنهارد إيه إم إل وسيارات مدرعة ستاغوند وسلاح ذاتي الحركة مضاد للطائرات M42 داستر وناقلات الجنود المدرعة إم-113 الذي استولى عليها من الجيش اللبناني في فبراير 1976 بالإضافة إلى أسطول من شاحنات الأسلحة أو التقنية. تألفت هذه الأخيرة من يو إس ويليس م38أ1 جيب ولاند روفر.

#### المدفعية
كما أرسل جيش التحرير الشعبي سلاحا مدفعيا قويا مجهزا بالسلاح السوفياتي القديم 57 ملم [40] ومدافع مضادة للدبابات من طراز زيس-3 76.2 ملم ومدفع هاونر 122 ملم 2A18 (D-30) M-46).

## التنظيم الإداري
معقل جيش التحرير الشعبي في منطقة جبل باروك داخل الشوف وتحولت إلى كانتون شبه مستقل في أوائل الثمانينيات عرفت بشكل غير رسمي باسم «جبل الدروز». كان الكانتون مركزا في مدينة بعقلين الدرزية - المقر السياسي والعسكري لجيش التحرير الشعبي - ضمت منطقة الشوف نفسها بما في ذلك البلدات التاريخية لمختارة (المقعد الإقطاعي لعائلة جنبلاط بالقرب من بيت الدين) ودير القمر وعاليه وبحمدون وهي منطقة جبل الخروب الساحلية جنوب بيروت التي أضيفت إلى الكانتون في مارس 1984. في غرب بيروت كان جيش التحرير الشعبي يسيطر منذ مايو 1985 على حي كاراكول الذي يسكنه الدروز وأجزاء من شارع حمراء المسيتبي وهذا الأخير شارع صغير عند الدروز الذي يضم المكاتب السياسية الرئيسية لجيش التحرير الشعبي في العاصمة.
منذ الانسحاب الإسرائيلي من الشوف في عام 1983 إلى نهاية الحرب الأهلية في عام 1990 قام جيش التحرير الشعبي بتشغيل خدمة مدنية فعالة للغاية ومنظمة تنظيما جيدا هي «الإدارة المدنية للجبال» في المناطق الواقعة تحت سيطرتها. أنشئت الإدارة المدنية للجبال في 1 أكتوبر 1983 في بيت الدين برئاسة مجلس أعلى من ثمانية أعضاء ضم لجنة مركزية ومؤتمر عام. قامت مكاتبها البالغ عددها 23 مكتبا والتي يعمل بها 3000 موظف حكومي بتوفير كل شيء من التعليم إلى الرعاية الطبية كما استخدمت 2000 عامل موسمي في المشاريع الزراعية والصناعية في الشوف. لتمويل الإدارة فرض جيش التحرير الشعبي رسوما على تجارة العبور للمنتجات الزراعية والسلع الأخرى في عدد من نقاط التفتيش البرية في موانئ خلدى وجية غير القانونية في جيب إقليم الخروب الساحلي التي تم إنشاؤها بواسطة شبكة من الفنادق التي يديرها جيش التحرير الشعبي والكازينوهات في حين أن المجتمع الدرزي المغترب في الولايات المتحدة قدم دعما ماليا.
كان بيت الدين أيضا موطنا لخدمات الإعلام لجيش التحرير الشعبي المسئول عن تحرير صحيفته الرسمية الأنباء وتشغيل محطة الإذاعة الخاصة به «صوت الجبل».

## الجدل
تاريخيا تمكن الدروز في لبنان من الحفاظ لعدة قرون على مجتمع صغير في جبال الشوف المطلة على بيروت محاطا ببحر من الأعداء المحتملين المسيحيين والمسلمين على السواء ولديهم سمعة بكونهم مقاتلين متوحشين معروفين بروحهم المعنوية العنيفة. غالبا ما أقنعوا أسباقهم وأساليبهم الوحشية خصومهم بالفرار في حين أن أولئك الذين قرروا البقاء والقتال لم يعيشوا أبدا لإخبار الحكاية. ومع ذلك فإن الدروز اللبنانيين كانوا أيضا ودودين لمن يسيطر على منطقة الشوف في أي وقت وكانوا عمليين مع تعاملهم مع القوى الأجنبية مثل الإسرائيليين والأمريكيين والسوريين.
أعد الدروز منذ أمد طويل من القرن التاسع عشر على خلاف مع الموارنة وأعمال البربرية على كلا الجانبين قد أفسدت قدرتهم على التعايش في القرون الماضية. في 16 مارس 1977 نصب كمين لجماعة حزب العدالة والتنمية بقيادة كمال جنبلاط وقتل في سيارته بالقرب من بعقلين في الشوف على يد مسلحين مجهولين (يزعم أنهم أعضاء في الحزب السوري الاجتماعي القومي الموالي لسوريا الذين يتصرفون بالتواطؤ مع القائد العسكري السوري لمنطقة جبل لبنان العقيد إبراهيم هويجي) يعتقد أن مرتكبيها كانوا أعضاء في حزب الكتائب اللبنانية أو ميليشيا نمور الأحرار، ميليشيات جيش التحرير الشعبي انتقدت بسرعة على السكان المارونيين المحليين الذين يعيشون في المدن والقرى المختلطة حول بعقلين. على الرغم من التسرع في إيفاد 17 ألف جندي من القوات البرية العربية السورية من قوات الردع العربية لحفظ السلام في الشوف. يقدر أن 250 قروي ماروني قتلوا في أعمال انتقامية في بلدتي مختارة وباروك وفي قرى مزروع الشوف ومعيسر الشوف.
خلال حرب الجبل احتلت ميليشيا القوات اللبنانية المارونية في الغالب منطقة الشوف وحاولت فرض سلطتها بالقوة مما أدى إلى قتل 145 مدني درزي في كفر متى في سبتمبر 1983. اتهمت قيادة القوات اللبنانية في وقت لاحق الجيش الشعبي الدرزي بارتكاب «مجازر لم يسبق لها مثيل» في الشوف بعد أن قامت قوات ميليشيا وليد جنبلاط بتجريف ما بين 7 و13 سبتمبر 1983 اثنتين وستين قرية مارونية وذبحوا 1500 شخص من منازلهم في المناطق الجبلية شرق وغرب بيروت.
كما هو الحال مع الميليشيات اللبنانية الأخرى شارك جيش التحرير الشعبي أيضا في اختطاف المعارضين السياسيين. في 8 سبتمبر 1988 استولت عناصر من جيش التحرير الشعبي على نائب جزين في مجلس النواب اللبناني فريد سيرهال عند نقطة تفتيش في منطقة الأوزاعي في بيروت الغربية ثم توجهوا إلى فندق لو بريستول بيروت في شارع مدام كوري في رأس بيروت حيث كان محتجزا.

## جيش التحرير الشعبي في الحرب الأهلية اللبنانية

### المرحلة الأولى 1975-1982
عندما اندلعت الحرب الأهلية اللبنانية في أبريل 1975 كان جيش التحرير الشعبي بصفته عضوا في الحركة الوطنية اللبنانية مؤسسا نشطا لجيشه العسكري والقوات المشتركة، خلال المرحلة من 1975 إلى 1977 من الحرب الأهلية اللبنانية كان ملتزم بشدة في العديد من المعارك. في معركة الفنادق في أكتوبر 1975 اشتبكت ميليشيات جيش التحرير الشعبي مع قوات تنظيم كتائب المسيحيين وميليشيا نمور الأحرار وشاركوا فيما بعد في «هجوم الربيع» ضد بيروت الشرقية وجبل لبنان بالقتال ضد ميليشيات الجبهة اللبنانية في قضاء عاليه في مارس 1976.
معارضة كمال جنبلاط للتدخل العسكري السوري في يونيو 1976 دعما للحكومة اللبنانية الرسمية وخصومها لميليشيات الجبهة اللبنانية المسيحية قاد جيش التحرير الشعبي إلى قتال قوات الجيش السوري في معركة بحمدون في قضاء الشوف. في الفترة ما بين 13 و17 أكتوبر 1976 تسبب جيش التحرير الشعبي الدرزي وحلفائه حركة الناصريين المستقلين - المرابطون السنية وجيش لبنان العربي ومنظمة التحرير الفلسطينية في خسائر فادحة في الفرقة المدرعة الثالثة السورية عندما حاولوا دخول بحمدون بالقوة.

### حرب الجبال 1983-84
خلال الغزو الإسرائيلي للبنان في يونيو 1982 ظل جيش التحرير الشعبي محايدا حيث رفض وليد جنبلاط السماح لوحدات منظمة التحرير الفلسطينية بالعمل داخل الأراضي الدرزية ولم تقاتل قوات ميليشيات جيش التحرير الشعبي ضد جيش الدفاع الإسرائيلي وأعداء حزب الكتائب الماروني وذراعه العسكري وميليشيات القوات اللبنانية. ومع ذلك عندما رفض الرئيس أمين الجميل منح الطائفة الدرزية التمثيل السياسي المتوقع شكل وليد جنبلاط ردا على جبهة المقاومة الوطنية اللبنانية المدعوم من سوريا وفلسطين في يوليو 1983 بحشد العديد من الأحزاب المسيحية والإسلامية لمعارضة معاهدة 17 أيار مع إسرائيل. بقيادة قائد جيش التحرير الشعبي جنبلاط فقد اتفق مع منافسيه من عشيرة يزباكي الدرزية والحزب السوري القومي الاجتماعي وحركة الناصريين المستقلين - المرابطون والحرس الشعبي من الحزب الشيوعي اللبناني الذي حارب الجبهة اللبنانية (القوات المسلحة اللبنانية) وقوات المارينز التابعة للقوة المتعددة الجنسيات في مقاطعتي الشوف وعاليه وفي غرب بيروت بين سبتمبر 1983 وفبراير 1984.
في 24 يوليو 1984 اشتبك جيش التحرير الشعبي مع ميليشيا حركة الناصريين المستقلين - المرابطون السنية في غرب بيروت حتى تم وقف القتال عن طريق تدخل اللواء السادس الشيعي.

### حرب المخيمات 1985-87
في مايو 1985 انضم جيش التحرير الشعبي إلى ائتلاف قوى جمع قوات الأمن العام / الحرس الشعبى وقوات الميليشيا التابعة لحركة أمل الشيعية المدعومة من سوريا والجيش اللبناني والفصائل الفلسطينية المناهضة لعرفات المنشقة ضد تحالف من ميليشيات منظمة التحرير الفلسطينية التابعة لمنظمة التحرير الفلسطينية والمرابطون ومنظمة العمل الشيوعي في لبنان وحركة السادس من فبراير والحزب الديمقراطي الكردي.
في الفترة ما بين يوليو ونوفمبر 1985 اشتبك جيش التحرير الشعبي في معركة مع «أمل» للسيطرة على بعض المواقع الرئيسية في بيروت الغربية التي كانت تحتفظ بها القوة المتعددة الجنسيات إلى أن يتم التوصل إلى اتفاق لوقف إطلاق النار بوساطة رئيس المخابرات العسكرية السورية في لبنان الجنرال غازي كنعان الذي وقع في أواخر نوفمبر. من الواضح أن شروط الاتفاق كانت في صالح أمل التي اضطرت وليد جنبلاط في 24 نوفمبر إلى «إعادة النظر» في الوجود العسكري لميليشيا جيش لبنان الجنوبي في القطاع الغربي من العاصمة اللبنانية.
في أوائل عام 1987 تحول جيش التحرير الشعبي وأمل مرة أخرى ضد بعضهما البعض فيما أصبح يعرف باسم «حرب العلم». اندلع النزاع في 22 فبراير الماضي عندما سار مقاتل من جيش التحرير الشعبي إلى مبنى القناة رقم 7 ووضع محل العلم الوطني اللبناني الذي رفعه علم الحزب الذي فسرته ميليشيات أمل على أنه عمل استفزازي متعمد. سرعان ما انتشرت جولة جديدة من القتال الوحشي في جميع أنحاء غرب بيروت وعلى الرغم من أن قوات أمل تمكنت في البداية من استعادة العلم الوطني اللبناني في مبنى القناة رقم 7 إلا أنها تغلبت بعد ذلك على تحالف جيش التحرير الشعبي وحرس الشعب الشعبي وميليشيات شبكة الأمان الاجتماعي التي استولت على أجزاء كبيرة من غرب بيروت. في نهاية المطاف تم وقف القتال بسبب الانتشار الواسع النطاق في غرب بيروت للقوات السورية تحت قيادة الجنرال كنعان بمساعدة قوات الدرك اللبنانية.
في العام نفسه حارب جيش التحرير الشعبي مرة أخرى الجيش اللبنانى في منطقة عاليه بعد أن تم نشر اللواء الخامس الماروني المسيحي في بلدة سوق الغرب الاستراتيجية لمنع مدفعية الدروز من قصف العاصمة اللبنانية.

## التسريح
في نهاية الحرب في أكتوبر 1990 أمرت قوات ميليشيا جيش التحرير الشعبي العاملة في بيروت والشوف في مارس 1991 بحل وتسليح أسلحتها الثقيلة. طلب ما مجموعه 3300 من عناصر جيش التحرير الشعبي السابق بمن فيهم 50 ضابطا الاندماج في هيكل القوات المسلحة اللبنانية ولكن لم يتم دمج سوى 1300 من هؤلاء المتقدمين بالفعل. انضم نحو 800 مقاتل سابق من جيش التحرير الشعبي إلى الجيش اللبناني الذي أعيد تشكيله خلال المرحلة الأولى منهم 160 مرتبطون بقوات الأمن الداخلي أو إدارة الجمارك اللبنانية. في مرحلة لاحقة ربما في بداية عام 1992 تم دمج 500 من أفراد الميليشيات الدرزية في القوات المسلحة اللبنانية وقوات الأمن الداخلي مع استكمال العملية بحلول منتصف عام 1994. على الرغم من قرار نزع السلاح فقد واصلت بعض وحدات حرب العصابات في جيش التحرير الشعبي العمل في جنوب لبنان ضد قوات الدفاع الإسرائيلية ووكلاء جيش لبنان الجنوبي في «حزام الأمن» حتى الانسحاب الإسرائيلي النهائي في مايو الماضي. لم يعد جيش التحرير الشعبي نشطا.

## الزي الرسمي والشارات
عادة ما ارتدى ميليشيات جيش التحرير الشعبي في الميدان مزيجا من الزي العسكري والملابس المدنية الغربية واللباس الدرزي التقليدي على الرغم من أنه كان من المعروف أنه كان يرتدي مجموعة متنوعة من لباس المعركة اعتمادا على من تحالفوا معها وما هي القوات المسلحة الأخرى وتحتل أراضيها.
بالإضافة إلى الزيوت الخضراء التي قام بها الجيش اللبنانى السابق تم أيضا إصدار زي كاكي خفيف لقوات جيش التحرير الشعبي التي تتألف من قميص من القطن. تم تزويد القميص بطبعة ست أزرار وجيوب ثدي مطوي مغلقتين بطبقات مدببة ومزود بأشرطة كتف وبأكمام طويلة بأصفاد مزينة. تم ارتداؤها مع بنطلون مطابق كان له جيبان مائلان جانبيان وجيبان مطويان مغلقان بطبقتين مستقيمة وزرين مزدوجين في الخلف وأغلقت بطبقات مدببة. شكل الزي التمويه فائض نمط المرتفعات الأمريكية (نمط الغابات).